# Floßmannstraße 25 (München)

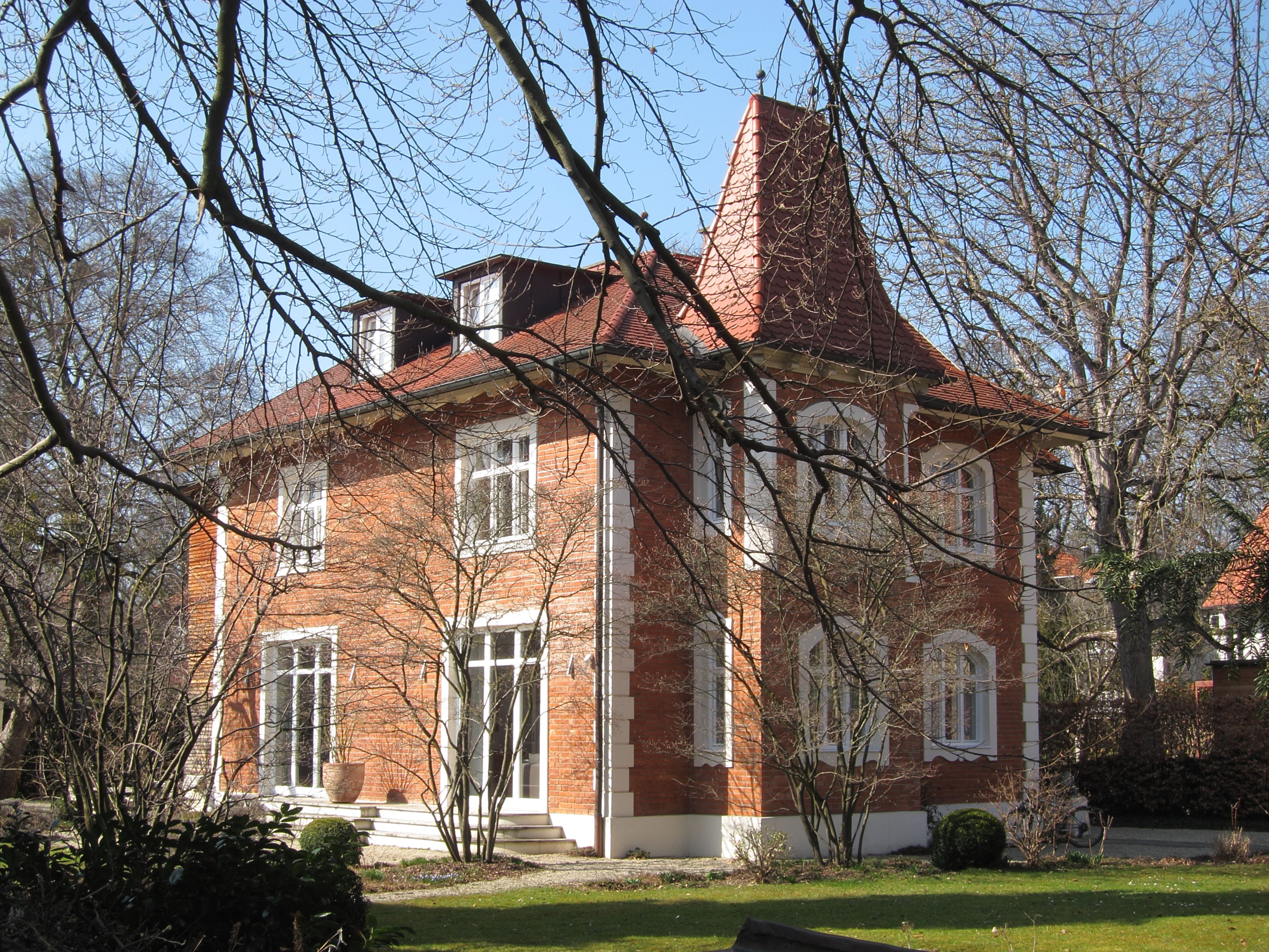
Villa Floßmannstraße 25 im Stadtteil Obermenzing von München

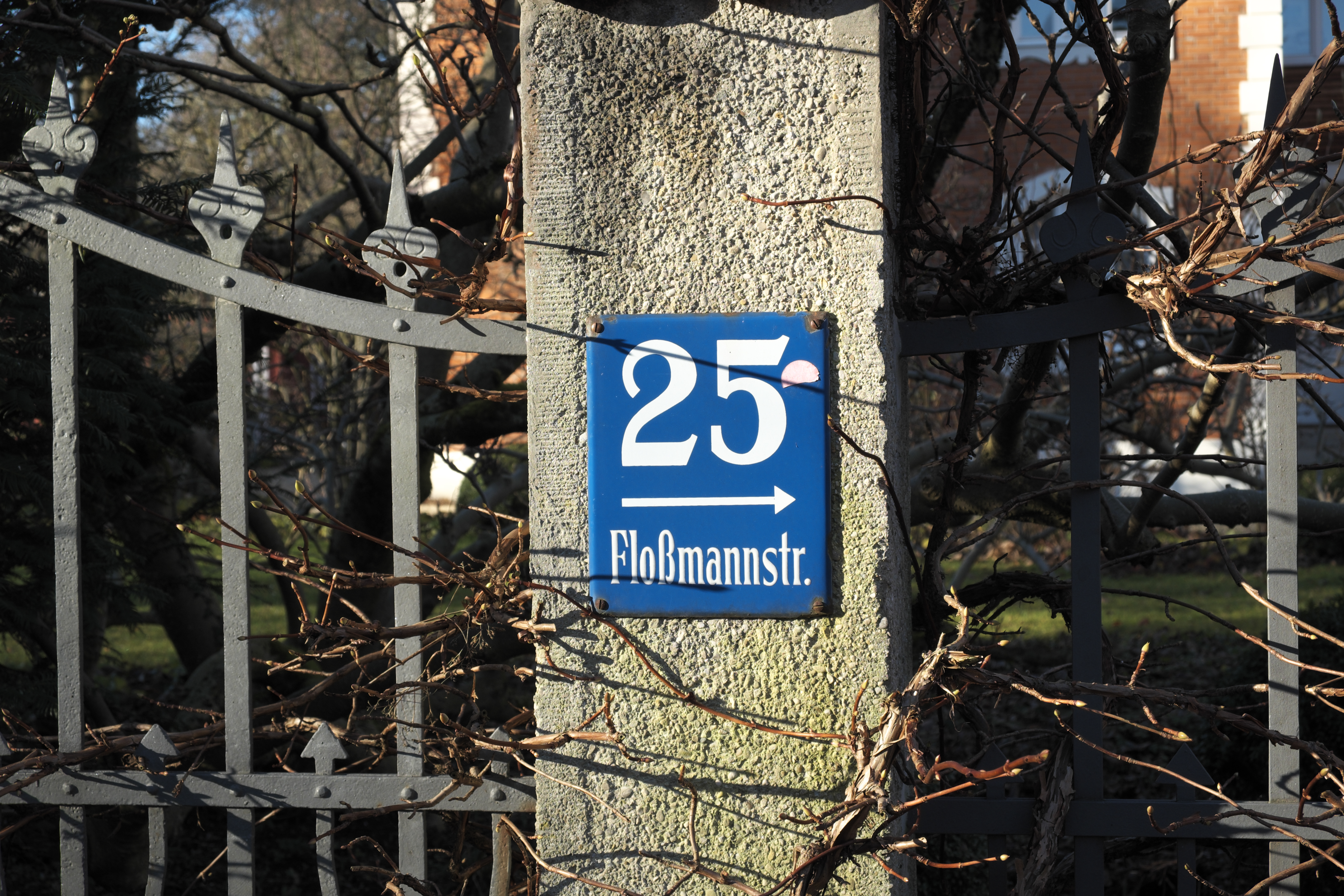
Typischer Eingang mit Eisengitter

Das Gebäude Floßmannstraße 25 im Stadtteil Obermenzing der bayerischen Landeshauptstadt München wurde 1897 errichtet. Die Villa in der Floßmannstraße, die zur Villenkolonie Pasing I gehört, ist ein geschütztes Baudenkmal.
Der zweigeschossige Walmdachbau mit Quergiebel und Eckturm mit steilem Walmdach aus Sichtziegelmauerwerk mit geputzter Eckrustika, Portikus mit romanisierender Säule wurde nach Plänen von Hermann Seifert und Andreas Schneider errichtet.
Die Villa wurde 2015/16 umfassend renoviert.